# Hoa Lư
Hoa Lư är en stad i Vietnam och är huvudstad i provinsen Ninh Binh. Det tidigare namnet är Ninh Binh före 2024. Folkmängden uppgick till 110 541 invånare vid folkräkningen 2009, varav 92 111 invånare bodde i själva centralorten. Staden är belägen 114 km söder om Hanoi och har blivit ett populärt turistmål på grund av den strategiska placeringen mellan Tam Coc, Hoa Lư antik huvudstad och nationalparken Cúc Phương.